# .46 rimfire
.46 rimfire лінійка набоїв кільцевого запалення якими заряджали револьвери та гвинтівки наприкінці 19-го та напочатку 20-го століть. Їх випускали в короткому, довгому та екстра довгому варіантах; проте існували й інші варіанти довжини. Виробники в США припинили випуск набої .46 Short та .46 Long після вступу країни у Першу світову війну в 1917 році; хоча, виробництво набою .46 Extra Long продовжилося і після війни.

## Історія

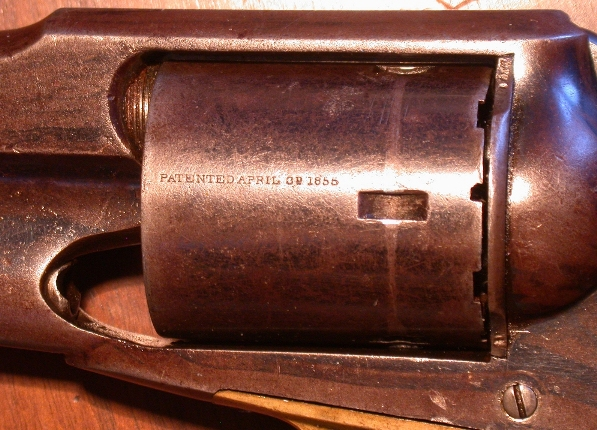
Переробка револьвера Remington, патент Ролліна Вайта

Набій .46 Short використовували в перших великокаліберних револьверах під унітарний набій. Спочатку компанія Smith & Wesson, власниця патенту Ролліна Вайта, випускала револьвери Модель 1 під набій .22 Short та Модель 2 під набій .32 Short. В 1868 році компанія Remington заплатила гонорар компанії Smith & Wesson за використання патенту Ролліна Вайта і почала виробництво унітарного набою .46 Short для свого револьвера New Model Army. Ці перероблені револьвери могли також стріляти набоями .46 Long коли ті з'явилися через кілька років.

## Технічна підготовка
Револьвер Remington New Model Army був капсульним револьвером .44 калібру. За тогочасною номенклатурою .44 калібру відповідав діаметр стволу, який номінально становив 0.440". Глибина канавок нарізів становила .006-.007", а тому номінально діаметр по канавкам становив 0.451-0.454". Зазвичай револьвери заряджали свинцевою кулею діаметром .457" (48 калібр), що забезпечувало хорошу герметизацію камори. Після переробки зброї під унітарний набій, номенклатура змінилася тому назва набою стала базуватися на розмірі кулі, отже набій .46 Short (діаметр кулі 0.458") відповідає револьверу .44 калібру.